# Guns N’ Roses/Metallica Stadium Tour
Die Guns N’ Roses/Metallica Stadium Tour war eine Konzerttournee mit den Co-Headlinern Guns N’ Roses und Metallica. Sie gilt als eine der erfolgreichsten Tourneen in der Geschichte des Heavy Metal.

## Überblick
Metallicas Schlagzeuger Lars Ulrich hatte die Idee zu einer gemeinsamen Co-Headlinertournee mit Guns N’ Roses. Beide Bands hatten im Jahre 1991 innerhalb von einem Monat ihre jeweils kommerziell erfolgreichsten Alben veröffentlicht. Auf Seiten von Guns N’ Roses Use Your Illusion I & II und auf Seite von Metallica das selbst betitelte Album, welches auch als Schwarzes Album bekannt ist. Lars Ulrich stellte sich ein historisches Tourpaket vor, vergleichbar mit der Tournee der Rolling Stones mit The Who in den 1960er Jahren. Anfang 1992 trafen sich die Manager der beiden Bands in einem Restaurant in Los Angeles, um die Möglichkeit für eine solche Tournee auszuloten. Dabei beharrten Guns N’ Roses hartnäckig darauf, bei jedem einzelnen Konzert als letztes aufzutreten. Metallica stimmten dieser Forderung zu. Es wurde vereinbart, dass beide Bands die gleiche Spielzeit bekommen und dass beide Bands jeweils die Hälfte der Einnahmen aus den Ticketverkäufen bekommt. Zwischen den Auftritten der beiden Headliner wurde eine Pause von zwei Stunden vereinbart.
Darüber hinaus waren sich beide Headliner darüber einig, dass die Band Faith No More als Vorgruppe auftreten soll. Ursprünglich wollte Axl Rose, der Sänger von Guns N’ Roses, die Band Nirvana mit dabei haben. Deren Sänger Kurt Cobain lehnte das Angebot jedoch ab. Am 12. Mai 1992 gaben Lars Ulrich und Slash, der Gitarrist von Guns N’ Roses, eine gemeinsame Pressekonferenz im Club Gaslight in Hollywood, auf dem die Tournee angekündigt wurde. Die Tournee sollte am 17. Juli 1992 in Washington, D.C. beginnen und am 6. Oktober 1992 in Seattle enden. Ulrich erklärte, dass er schon immer mit Guns N’ Roses spielen wollte, seitdem sich die Bands im Jahre 1987 erstmals begegneten. Er wäre es auch gewesen, der bis tief in die Nacht Gespräche mit jedem einzelnen Mitglied von Guns N’ Roses geführt hätte. Dass die laut Lars Ulrich beiden größten Bands eines Genres zusammen auf Tournee gehen würden, wäre „beispiellos“. Die Poster, auf dem die Konzerte angekündigt wurden, wurden mit der Überschrift „They Said It Would Never Happen“ (englisch Sie sagten, es würde nie geschehen.) versehen.
Am 17. Juli 1992 startete die Tournee vor 47.498 Zuschauern im ausverkauften Robert F. Kennedy Memorial Stadium. Bruce Britt von der Tageszeitung Los Angeles Daily News schrieb, dass Metallica mit einem Auftritt, den man „nur mit Attila dem Hunnenkönig vergleichen könne, die Herzen der Zuschauer im Sturm erobert hätten“. Guns N’ Roses hingegen müssten „aufpassen, dass diese Tour nicht zum Todesstoß für die Band wird“. Beim Konzert in Pontiac am 21. Juli 1992 musste sich Axl Rose während des Liedes You Could Be Mine übergeben. Er entschuldigte sich für den Vorfall und die Band spielte das Lied noch einmal von vorn. In den folgenden Tagen hatte Rose immer wieder Probleme mit seiner Stimme. Ein Arzt verordnete ihm am 30. Juli ein Auftrittsverbot für eine Woche, wodurch drei Konzerte verschoben werden mussten.
Während des Konzerts am 8. August 1992 im Olympiastadion von Montreal geriet Metallicas Sänger James Hetfield während des Liedes Fade to Black in eine sechs Meter hohe Flammensäule und erlitt an der linken Seite seines Körpers, an beiden Armen und der linken Hand Verbrennungen zweiten Grades. Hetfield wurde in ein Krankenhaus gebracht, während Metallica ihren Auftritt abbrachen. Guns N’ Roses ließen das Publikum daraufhin lange warten, wodurch sich Unruhe im Publikum breitmachte. Als Axl Rose den Auftritt seiner Band wegen Stimmproblemen und schlechtem Sound abbrach, kam es zu Krawallen im Stadion und in der Stadt. Sechs folgende Konzerte mussten verschoben werden, der Auftritt in Vancouver wurde ersatzlos abgesagt. Stark bandagiert trat Hetfield bei den folgenden Konzerten als Sänger auf und wurde an der Rhythmusgitarre vom Roadie John Marshall vertreten. Faith No More verließen am 21. September 1992 die Tournee und wurden durch die Band Body Count ersetzt, ehe Motörhead bei den drei letzten Konzerten die Show eröffneten. Immer wieder traten befreundete Musiker mit den Hauptacts auf. So sang Shannon Hoon von der Band Blind Melon in Indianapolis mit Guns N’ Roses deren Lied Don’t Cry, während Jim Martin von Faith No More in Irving mit Metallica das Misfits-Cover Last Caress spielt.
Für Metallica wurde die Tournee zu einem finanziellen Erfolg. Laut der Autobiografie von Slash hingegen gingen 80 Prozent der Einnahmen von Guns N’ Roses für die Aftershow-Parties und Strafzahlungen drauf, da Axl Rose gerne mit großer Verspätung auf die Bühne ging. Auch untereinander verstanden sich die Musiker gut, wenngleich Metallicas Sänger James Hetfield sich auf der Bühne gerne über die Garderobe von Axl Rose lustig machte und ihn auch mal Axl Pose nannte.

## Konzerte
| Datum              | Stadt            | Land               | Veranstaltungsort                  | Zuschauer A             | Einnahmen  |
| ------------------ | ---------------- | ------------------ | ---------------------------------- | ----------------------- | ---------- |
| 17. Juli 1992      | Washington, D.C. | Vereinigte Staaten | Robert F. Kennedy Memorial Stadium | 47.498 / 47.498 (100 %) | $1.306.195 |
| 18. Juli 1992      | East Rutherford  | Vereinigte Staaten | Giants Stadium                     | 54.300 / 54.300 (100 %) | $1.479.830 |
| 21. Juli 1992      | Pontiac          | Vereinigte Staaten | Silverdome                         | 47.540 / 47.540 (100 %) | $1.378.660 |
| 22. Juli 1992      | Indianapolis     | Vereinigte Staaten | Hoosier Dome                       | 38.900 / 46.000 (85 %)  | $1.039.720 |
| 25. Juli 1992      | Orchard Park     | Vereinigte Staaten | Rich Stadium                       | 44.833 / 59.326 (76 %)  | $1.322.574 |
| 26. Juli 1992      | Pittsburgh       | Vereinigte Staaten | Three Rivers Stadium               | 49.345 / 49.345 (100 %) | $1.356.988 |
| 29. Juli 1992      | East Rutherford  | Vereinigte Staaten | Giants Stadium                     | 49.250 / 55.000 (90 %)  | $1.338.618 |
| 8. August 1992     | Montreal         | Kanada             | Olympiastadion                     | 54.666 / 54.666 (100 %) | $610.674   |
| 17. August 1992    | Vancouver        | Kanada             | BC Place Stadium                   | abgesagt                | abgesagt   |
| 25. August 1992    | Phoenix          | Vereinigte Staaten | Phoenix Raceway                    | 29.903 / 29.903 (100 %) | $794.820   |
| 27. August 1992    | Las Cruces       | Vereinigte Staaten | Aggie Memorial Stadium             | 35.373 / 35.373 (100 %) | $972.758   |
| 29. August 1992    | New Orleans      | Vereinigte Staaten | Louisiana Superdome                | 39.278 / 39.278 (100 %) | $1.080.145 |
| 31. August 1992    | Atlanta          | Vereinigte Staaten | Lakewood Amphitheatre              | unbekannt               | unbekannt  |
| 2. September 1992  | Orlando          | Vereinigte Staaten | Citrus Bowl                        | 48.035 / 50.000 (96 %)  | $1.320.963 |
| 4. September 1992  | Houston          | Vereinigte Staaten | Astrodome                          | 44.025 / 44.025 (100 %) | $1.191.601 |
| 5. September 1992  | Irving           | Vereinigte Staaten | Texas Stadium                      | 44.391 / 44.391 (100 %) | $1.220.753 |
| 7. September 1992  | Columbia         | Vereinigte Staaten | Williams-Brice Stadium             | 37.716 / 40.136 (94 %)  | $1.037.190 |
| 11. September 1992 | Foxborough       | Vereinigte Staaten | Foxboro Stadium                    | 51.038 / 51.038 (100 %) | $1.402.335 |
| 13. September 1992 | Toronto          | Kanada             | Exhibition Stadium                 | 49.888 / 49.888 (100 %) | $1.332.917 |
| 15. September 1992 | Minneapolis      | Vereinigte Staaten | Hubert H. Humphrey Metrodome       | 43.292 / 43.292 (100 %) | $1.190.530 |
| 17. September 1992 | Kansas City      | Vereinigte Staaten | Arrowhead Stadium                  | 36.356 / 43.500 (84 %)  | $999.790   |
| 19. September 1992 | Denver           | Vereinigte Staaten | Mile High Stadium                  | 44.096 / 44.096 (100 %) | $161.377   |
| 24. September 1992 | Oakland          | Vereinigte Staaten | Oakland–Alameda County Coliseum    | 59.800 / 59.800 (100 %) | $1.650.668 |
| 27. September 1992 | Los Angeles      | Vereinigte Staaten | Los Angeles Memorial Coliseum      | 35.293 / 45.000 (78 %)  | $932.570   |
| 30. September 1992 | San Diego        | Vereinigte Staaten | Jack Murphy Stadium                | 42.167 / 45.938 (92 %)  | $1.159.593 |
| 3. Oktober 1992    | Pasadena         | Vereinigte Staaten | Rose Bowl Stadium                  | 68.639 / 68.639 (100 %) | $1.852.978 |
| 6. Oktober 1992    | Seattle          | Vereinigte Staaten | Kingdome                           | 37.226 / 40.000 (93 %)  | $1.023.715 |

## Setlists
| Guns N’ Roses (17. Juli 1992) 1. It’s So Easy 2. Mr. Brownstone 3. Live and Let Die 4. Attitude 5. Bad Obsession 6. Nighttrain 7. Double Talkin’ Jive 8. Civil War 9. Patience 10. Welcome to the Jungle 11. November Rain 12. Matt Sorum Drum Solo 13. Slash Guitar Solo 14. Speak Softly Love 15. Sweet Child o’ Mine 16. You Could Be Mine 17. Knockin’ on Heaven’s Door 18. Estranged 19. Paradise City | Metallica (17. Juli 1992) 1. The Ecstasy of Gold 2. Creeping Death 3. Harvester of Sorrow 4. Fade to Black 5. Sad but True 6. Wherever I May Roam 7. Of Wolf and Man 8. For Whom the Bell Tolls 9. The Unforgiven 10. The Shortest Straw 11. Bass Solo 12. Guitar Solo 13. Master of Puppets 14. Seek & Destroy 15. Whiplash 16. Nothing Else Matters 17. Enter Sandman 18. Last Caress 19. Am I Evil? 20. Damage, Inc. 21. One | Faith No More (17. Juli 1992) 1. Theme from Shaft 2. Caffeine 3. Death March 4. Land of Sunshine 5. The Real Thing 6. Midlife Crisis 7. RV 8. Surprise! You’re Dead! 9. We Care a Lot 10. Jizzlobber 11. Epic |

## Persönlichkeiten
| Guns N’ Roses - Axl Rose – Gesang - Slash – Leadgitarre - Gilby Clarke – Rhythmusgitarre - Duff McKagen – Bass - Dizzy Reed – Keyboard - Matt Sorum – Schlagzeug | Metallica - James Hetfield – Gesang, Rhythmusgitarre - Kirk Hammett – Gitarre - Jason Newsted – Bass - Lars Ulrich – Schlagzeug - John Marshall – Rhythmusgitarre 1 | Faith No More - Mike Patton – Gesang - Jim Martin – Gitarre - Billy Gould – Bass - Roddy Bottum – Keyboard - Mike Bordin – Schlagzeug |